# لوحة ثنائية الدرفات

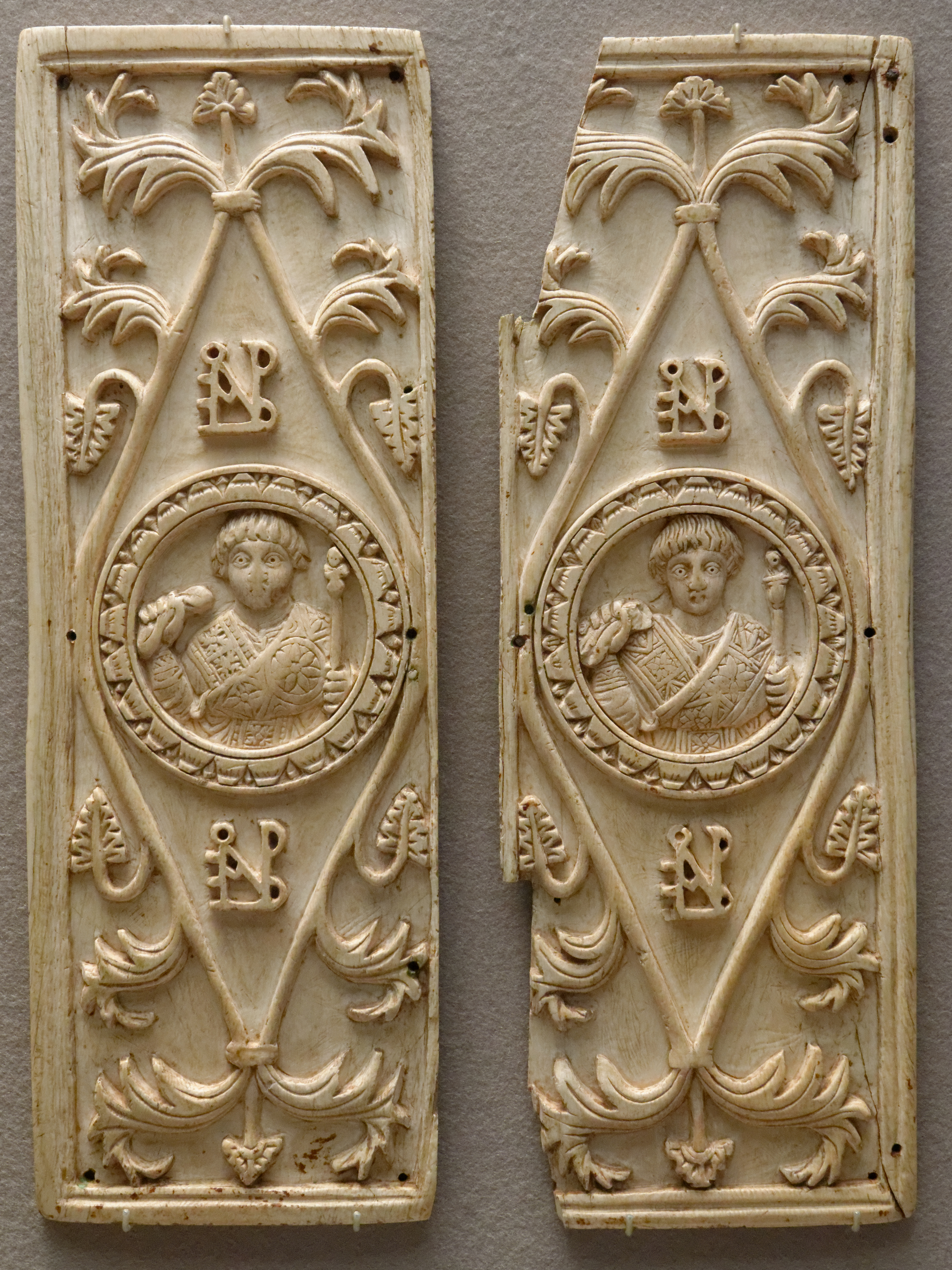
لوحة القنصلية ثنائية الدرفات العاجية لأريوبيندوس، بيزنطة، 506 م، متحف اللوفر

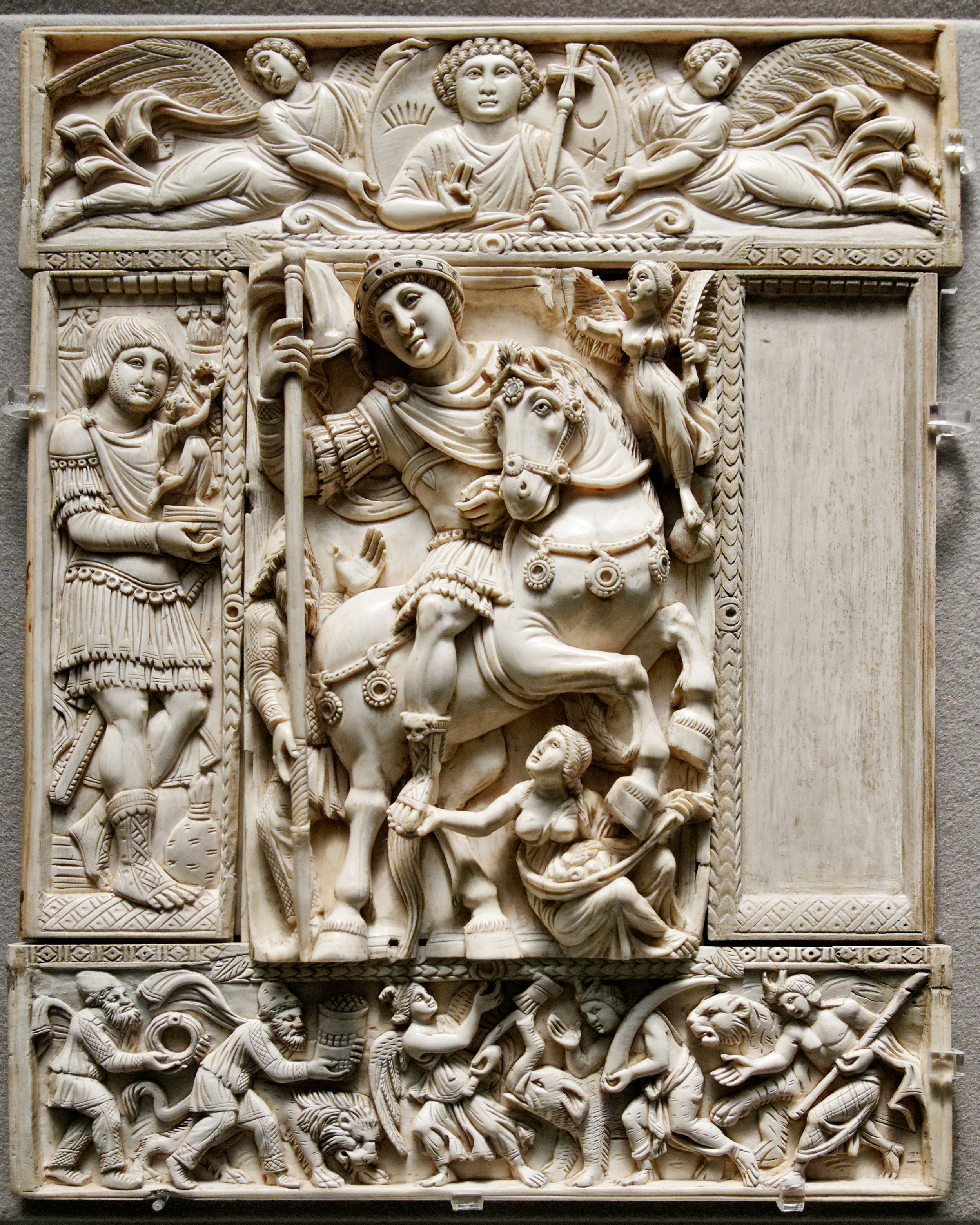
بربريني العاجي، القسطنطينية، القرن السادس، متحف اللوفر

اللوحة ثنائية الدرفات أو اللوح ثنائي المشاهد أو الدَّبْتَك أو اللوح المزدوج (/ˈdɪptɪk/ ؛ من اليونانية δίπτυχον،  di «اثنان» + ptychē «جانب») هو أي عمل به لوحان مسطحان يشكلان زوجًا، غالبًا ما يكون متصلًا بمفصلة. على سبيل المثال، كان دفتر الملاحظات القياسي وكتاب التمارين المدرسية للعالم القديم عبارة عن لوحة ثنائية تتكون من زوج من هذه اللوحات التي تحتوي على مساحة راحة مملوءة بالشمع. تمت الكتابة عن طريق خدش سطح الشمع بقلم. عندما لا تكون هناك حاجة للملاحظات، يمكن تسخين الشمع قليلاً ثم صقله للسماح بإعادة الاستخدام. كانت الإصدارات العادية تحتوي على إطارات خشبية، ولكن تم صنع قطع ثنائية أكثر فخامة بمواد أكثر تكلفة. تُسمَّى الصورة المزدوجة على لوح مزدوج الدبتكية.